# Шервашидзе, Варлам Александрович
Варлам Александрович Шервашидзе (груз. ვარლამ ალექსანდრეს ძე შერვაშიძე, 24 декабря 1888 (5 января 1889), Охурей, Кутаисская губерния, Российская империя — 11 апреля 1957, Сухум, Грузинская ССР, СССР) — советский врач-хирург, основоположник хирургии в Абхазии, участник Первой мировой войны, член Учредительного собрания Грузии. Кандидат медицинских наук (1941), заслуженный врач Абхазской АССР и ГССР, автор ряда научных работ.

## Биография
Родился 24 декабря 1888 года (5 января 1889 года) в семье князя Александра Константиновича Шервашидзе (1857—1922) и княгини Надежды Темурковны Чхотуа (1869—?). В 1916 году окончил медицинский факультет Императорского Харьковского университета.
Во время Первой мировой войны состоял военным врачом в действующей армии, после окончания войны с 1918 года работал хирургом в Сухумском лазарете.
После февральской революции 1917 года был председателем Абхазского народного совета II созыва. Состоял членом Социал-демократической партии Грузии. 12 марта 1919 года был избран членом Учредительного собрания Грузии по списку Социал-демократической партии Грузии; член комиссии общественного здравоохранения. В мае 1919 года избран председателем Народного совета Абхазии III созыва.
В 1918—1926 годах — хирург Очамчырской больницы, в 1926—1952 годах заведующий хирургическим отделением Сухумской 1-й городской больницы им. А. А. Остроумова. В 1941 году защитил кандидатскую диссертацию на тему «Новая оперативная методика спленэктомии». В течение ряда лет возглавлял Единое медицинское общество Абхазии, работал главным хирургом Минздрава Абхазской АССР. Впервые в Абхазии совершил операции по удалению желчного пузыря, операции на селезёнке, почках, желудке. Им был предложен оригинальный доступ при операции на селезёнке (забрюшинный доступ при вскрытии поддиафрагмального абсцесса).
Репрессирован в 1952 году, реабилитирован в 1953 году.
Был женат на Варваре Степановне Тарасенко (1892—1968). Их дети: врач-курортолог Вахтанг (1918—1975) и Ольга (1921—1992), жена Г. А. Иоселиани. Внучка — литературовед Вера Шервашидзе (1953—2021).
10 апреля 1958 года имя Варлама Шервашидзе присвоено Сухумской 2-й городской больнице.